# Kavala (BAO)
Die BAO Kavala bezeichnet eine Besondere Aufbauorganisation (BAO) der Polizeidirektion Rostock (Polizei Mecklenburg-Vorpommern), die mit der Gesamteinsatzführung zum G8-Gipfel 2007 in Heiligendamm betraut war.

## Hintergrund
Das Innenministerium des Landes Mecklenburg-Vorpommern beauftragte am 1. September 2005 den Leitenden Polizeidirektor Knut Abramowski, Leiter der Polizeidirektion Rostock, den Polizeieinsatz während des G8-Gipfels 2007 zu organisieren und zu leiten. Dazu wurde eine Besondere Aufbauorganisation (BAO) ins Leben gerufen, die am 1. Dezember 2005 ihre Tätigkeit aufnahm. Im März 2007 waren bereits 367 Beamte der BAO zugeordnet. Während der eigentlichen Einsatzphase wurden sie von ca. 570 weiteren Stabsmitarbeitern unterstützt. Insgesamt wurden 17.800 Polizisten zur Absicherung des Gipfeltreffens eingesetzt. Es handelte sich damit um einen der größten Polizeieinsätze in der Geschichte der Bundesrepublik.
Die Haupteinsatzphase begann am 29. Mai 2007 und endete am 9. Juni 2007. Anschließend wurde die Organisation aufgelöst und die beteiligten Beamten wieder an ihre Entsendedienststellen zurückversetzt. Eine „AG Folgemaßnahmen“ der PD Rostock ist mit der Aufarbeitung des Einsatzes betraut.
Die BAO wurde durch einen Führungsstab geleitet, dem Abramowski vorstand. Organisatorisch gliederte sie sich in sogenannte Einsatzabschnitte (EA), Stabsbereiche (StB) und Sachbereiche (SB), wie beispielsweise
- EA 1 – Aufklärung
- EA 2 – Zentrale Dienste
- StB 3 – Personal und Recht,
  - SB Personalangelegenheiten (zum Beispiel personelle Planung für Stabsbereiche und Führungsgruppen),
  - SB Rechtsangelegenheiten (zum Beispiel Anmeldung von Versammlungen),
- EA 3 – Einsatzbegleitende Presse- und Öffentlichkeitsarbeit.

Die Versorgung (Unterbringung, Verpflegung, ärztliche Versorgung, sonstige Logistik) lag in der Zuständigkeit der Projektgruppe „Weltwirtschaftsgipfel“ im Landesamt für zentrale Aufgaben und Technik der Polizei, Brand- und Katastrophenschutz Mecklenburg-Vorpommern. Von hier aus erfolgt noch immer die finanzielle Abwicklung des Einsatzes.
Seit dem 6. November 2006 befand sich das Führungszentrum der BAO in der Liegenschaft Waldeck (Landkreis Bad Doberan). Sowohl zum G8-Tagungsort Heiligendamm als auch zum Flughafen Rostock-Laage waren es nur wenige Kilometer.
Von der BAO Kavala wurde unter anderem auch der Polizeieinsatz beim Besuch des amerikanischen Präsidenten George W. Bush vom 10. bis 12. Juli 2006 geplant und geleitet.

## Kompetenzen
Die Polizeidirektion Rostock wurde durch Verordnung vom 19. Januar 2007 zuständige Versammlungsbehörde für Demonstrationen im Zusammenhang mit dem G8-Gipfel. Der neu eingefügte § 2a der Landesverordnung über die zuständigen Behörden nach dem Versammlungsgesetz (VersG-ZustVO) regelt eine entsprechende „besondere sachliche und örtliche Zuständigkeit“ für „Versammlungen und Aufzüge, die in der Zeit vom 25. Mai bis 15. Juni 2007 ganz oder teilweise im Gebiet des Landkreises Bad Doberan oder des Landkreises Güstrow oder im Gebiet der Hansestadt Rostock oder im Bereich der an diese Gebiete angrenzenden Seewasserstraße Ostsee (einschließlich des Seekanals zwischen Rostock-Warnemünde und Rostock-Hohe Düne) stattfinden oder stattfinden sollen oder dort ihren Ausgangspunkt oder ihren Endpunkt haben“. Dieser Paragraf trat am 31. Dezember 2009 wieder außer Kraft (Im § 5 der Landesverordnung wurde, gesetzgebungstechnisch unschön, die Jahresangabe vergessen).

## Namensgebung
Die Namensgebung wurde von Abramowski wie folgt begründet: „Kavala ist eine nordgriechische Stadt, die ebenso wie der Tagungsort Heiligendamm die weiße Stadt am Meer genannt wird. Wir brauchten einen unverkennbaren Namen für unsere Organisation, den haben wir mit Kavala gefunden.“

## Kritik
Von verschiedenen Seiten wurde scharfe Kritik an der Einsatzführung der BAO geäußert.
Diese Kritik wurde von Abramowski jedoch umgehend zurückgewiesen. Insbesondere die Informationspolitik der BAO steht in der Kritik. Beispielsweise wurde am 5. Juni eine Meldung verbreitet, dass „verkleidete Demonstranten Polizisten mit Säure attackiert haben“ sollen. Diese Meldung erwies sich später als falsch. Auch die Zahlen über schwerverletzte Polizisten beim Einsatz am 2. Juni waren ungenau. Am 6. Juni 2007 wurde in einer Pressemitteilung berichtet, dass Demonstranten Molotowcocktails vorbereitet hätten. Diese Behauptung konnte durch unabhängige Journalisten nicht bestätigt werden. Am selben Tag wurde ein Zivilpolizist enttarnt, der laut Aussage einiger Demonstranten während der Blockaden andere Teilnehmer zu Gewalt anstachelte. Ein Sprecher der BAO bestätigte erst am 8. Juni den Einsatz eines zivilen Polizeibeamten, nachdem am Abend zuvor bis 22:00 Uhr kein offizieller Bericht zu einem solchen Ereignis der Pressestelle vorlag und der Einsatz von Zivilpolizisten sogar dementiert wurde. Er widersprach jeglichem Vorwurf des Gewaltaufrufs. Auf der Abschlusspressekonferenz forderte LPD Abramowski mögliche Zeugen auf, sich bei der Staatsanwaltschaft Rostock zu melden, die den Vorgang derzeit prüft, aber bisher noch keinen Anfangsverdacht gegen den Zivilbeamten festgestellt hat. Ferner wurden Journalisten bei ihrer Arbeit behindert. Unter anderem wurde ein Stern-Journalist verhaftet und ein Indymedia-Medienmobil beschlagnahmt.
Der Republikanische Anwälteverein brachte schwere Vorwürfe bezüglich der Gefangenenbehandlung durch die Polizei vor. Gegen einige Richter wurde in diesem Zusammenhang Strafanzeige erstattet. Auch der Einsatz von Wasserwerfern gegen friedliche Demonstranten ist umstritten. Ein Vertreter der Gewerkschaft der Polizei kritisierte die Einsatzleitung ebenfalls scharf. Die Polizisten waren seiner Meinung nach zu lange im Dienst und nur unzureichend versorgt.
Ein weiterer Kritikpunkt ist der Einsatz der Bundeswehr im Rahmen der sogenannten „technisch-logistischen“ Amtshilfe für die Polizei. Neben dem Einrichten von Sperren durch Pioniereinheiten und der Kontrolle der Bundesautobahn 19 mittels Infrarotgeräten wurden auch Tornado-Aufklärungsflugzeuge für Luftbildaufnahmen eingesetzt. Nach Angaben der Bundeswehr waren insgesamt ca. 1.100 Soldaten im Einsatz. Weitere 350 Soldaten waren im Rahmen der Luftraumüberwachung eingesetzt. Die Kosten für den Bundeswehreinsatz sollen ca. 10 Mio. Euro betragen haben.
Laut Bericht des Landesbeauftragten für Datenschutz hat es auch aus datenschutzrechtlicher Sicht erhebliche Mängel bei den polizeilichen Maßnahmen gegeben, z. B. weitreichende Durchsuchungen bei der Identitätsfeststellung am Sicherheitszaun, Einsatz eines automatisierten Kennzeichenlesesystems und fehlende Benachrichtigung/Rechtsschutzmöglichkeit der Betroffenen von Observationen.
Wegen der Schwere der Vorwürfe wurde überlegt, einen parlamentarischen Untersuchungsausschuss einzurichten. Außerdem wurde gerichtlich gegen den Einsatz der Bundeswehr vorgegangen. Insbesondere wurde die Verfassungsmäßigkeit des Bundeswehreinsatzes bezweifelt. Das Bundesverfassungsgericht wies ein Klagerecht der Grünen Bundestagsfraktion zurück. Auf die Klage von Paula Riester und Jan Philipp Albrecht, den damaligen Bundessprechern der Grünen Jugend hin, bestätigte nach 14 Jahren im September 2021 das Oberverwaltungsgericht Mecklenburg-Vorpommerns die Grundrechtsverletzung der Versammlungsfreiheit und erklärte die Überflüge der Tornada-Kampfjets für rechtswidrig.
Anwälte des Republikanischen Anwältevereins charakterisierten die BAO Kavala in einem Buch mit dem Titel „Feindbild Demonstrant“ als eine Organisation, die „wie eine eigenständige übergeordnete Behörde unter Umgehung der horizontalen und vertikalen Gewaltenteilung“ agierte.